# Pierre Wantzel
Pierre Laurent Wantzel (París, 5 de junio de 1814-Ibídem, 21 de mayo de 1848) fue un matemático francés, quien demostró que varios problemas geométricos antiguos son imposibles de resolver usando únicamente regla y compás. La solución a estos problemas había sido buscada durante miles de años, en particular por los antiguos griegos.
Publicó en 1837 en una revista de matemáticas francesa la primera prueba completamente rigurosa de la imposibilidad de trisecar un ángulo con la sola ayuda de una regla y un compás. Demostró igualmente la imposibilidad de resolver la duplicación del cubo; y la construcción de un polígono regular cuyo número de lados no es producto de una potencia de dos o distinto a cualquier número de Fermat.